# Clun

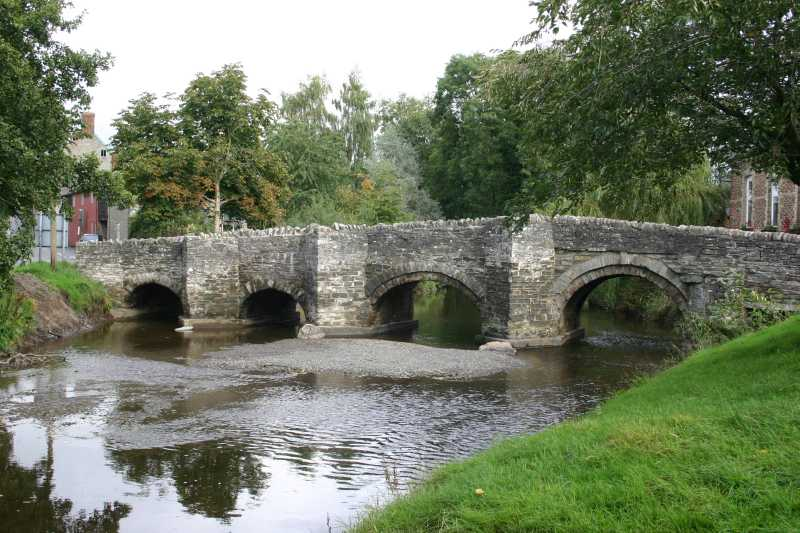
El puente de Clun sobre el Río Clun.

Clun es una villa en el suroeste del condado inglés de Shropshire,  al lado del Río Clun y totalmente en una Área de Destacada Belleza Natural. Está a 10 millas (16 kilómetros) de la frontera con Gales. En el censo de 2001 Clun tuvo una población de 642, la más pequeña de las villas de Shropshire. Hay seis pueblos en el condado con más habitantes. 
El castillo de Clun fue construido por Robert de Say, un normando, entre 1140 y 1150 para protección contra los galeses. Los galeses quemaron el castillo en 1196 pero fue reconstruido. Durante los años 1210 fue utilizado en una revuelta contra el Rey Juan I de Inglaterra. El castillo fue abandonado durante el siglo XV.
Cada 1 de mayo hay una fiesta del Hombre Verde y los habitantes eligen una Reina de Mayo.
Clun Forest Sheep (Oveja del Bosque de Clun) es una variedad de oveja que fue desarrollado en los bosques cerca de la villa. En 1970 fue introducida a Nueva Escocia en Canadá, y ahora se encuentra por toda América del Norte, incluso en Hawaii. 

Alfred Edward Housman (1859-1936), poeta inglés, escribía mucho sobre el tema de Clun y su río.